# Società Sportiva Ischia Isolaverde 2014-2015
Questa voce raccoglie le informazioni riguardanti la Società Sportiva Ischia Isolaverde nelle competizioni ufficiali della stagione 2014-2015.

## Divise e sponsor
Per la stagione 2014-2015, il fornitore tecnico è Givova, mentre gli sponsor ufficiali sono Carpisa e Yamamay.
| Casa | Trasferta | Terza divisa |

## Calciomercato

### Sessione estiva(dall'1/7 all'1/9)
| Acquisti | Acquisti                | Acquisti    | Acquisti      |
| R.       | Nome                    | da          | Modalità      |
| -------- | ----------------------- | ----------- | ------------- |
| P        | Daniele Giordano        | Melfi       | svincolato    |
| D        | Michele De Agostini     | Prato       | svincolato    |
| D        | Alan Empereur           | Fiorentina  | prestito      |
| D        | Filippo Florio          | Torino      | fine prestito |
| D        | Ciro Sirignano          | Gavorrano   | svincolato    |
| C        | Antonio Bacio Terracino | Casertana   | definitivo    |
| C        | Danilo Bulevardi        | Pescara     | prestito      |
| C        | Andrea D'Amico          | L'Aquila    | prestito      |
| C        | Enrico Di Cesare        | AlbinoLeffe | prestito      |
| C        | Alberto Rosa Gastaldo   | Fiorentina  | prestito      |
| C        | Gianmarco Gerevini      | Bologna     | prestito      |
| C        | Marco Iannascoli        | Bologna     | prestito      |
| C        | Renan Wagner            | Varese      | definitivo    |
| A        | Nicola Ciotola          | L'Aquila    | prestito      |
| A        | Sergio Cruz             | Melfi       | definitivo    |
| A        | Cristiano Ingretolli    | Pescara     | prestito      |
| A        | Antonio Schetter        | Gubbio      | fine prestito |

| Cessioni | Cessioni             | Cessioni        | Cessioni      |
| R.       | Nome                 | a               | Modalità      |
| -------- | -------------------- | --------------- | ------------- |
| D        | Luciano Arzeo        |                 | svincolato    |
| D        | Andrea De Paola      |                 | svincolato    |
| D        | Giuseppe Mattera     | Casertana       | definitivo    |
| D        | Ivan Pedrelli        | L'Aquila        | definitivo    |
| D        | Fabio Tito           | Casertana       | definitivo    |
| D        | Paolo Tricoli        |                 | svincolato    |
| C        | Gerardo Alfano       | Agropoli        | definitivo    |
| C        | Daniele Crimaldi     | Trapani         | fine prestito |
| C        | Alberto De Francesco | Lazio           | fine prestito |
| C        | Crescenzo Liccardo   |                 | svincolato    |
| C        | Lorenzo Longo        | Bari            | definitivo    |
| C        | Carmine Marinaro     | Pescara         | fine prestito |
| C        | Carmine Muro         | Aversa Normanna | definitivo    |
| C        | Valerio Petrucci     |                 | svincolato    |
| C        | Manuel Spadafora     | Santarcangelo   | fine prestito |
| C        | Umberto Varriale     | Torrecuso       | svincolato    |
| A        | Evangelista Cunzi    | Casertana       | definitivo    |
| A        | Daniel Mazzella      |                 | svincolato    |
| A        | Angelo Scalzone      |                 | svincolato    |

### Operazioni tra le due sessioni
| Acquisti | Acquisti                   | Acquisti | Acquisti   |
| R.       | Nome                       | da       | Modalità   |
| -------- | -------------------------- | -------- | ---------- |
| C        | Salvatore Richard Fiandaca |          | svincolato |

| Cessioni | Cessioni | Cessioni | Cessioni |
| R.       | Nome     | a        | Modalità |
| -------- | -------- | -------- | -------- |

### Sessione invernale(dal 5/1 al 2/2)
| Acquisti | Acquisti             | Acquisti  | Acquisti   |
| R.       | Nome                 | da        | Modalità   |
| -------- | -------------------- | --------- | ---------- |
| P        | Raffaele Ioime       |           | svincolato |
| D        | Gianmarco Bassini    | Benevento | prestito   |
| D        | Francesco Bruno      | Casertana | prestito   |
| D        | Patrizio Caso        | Martina   | definitivo |
| D        | Fabio Formato        | Frosinone | prestito   |
| C        | Francesco Alvino     | Casertana | prestito   |
| C        | Angelo Chiavazzo     | Casertana | prestito   |
| C        | Emiliano Massimo     | Grosseto  | definitivo |
| C        | Francesco Millesi    | Arezzo    | definitivo |
| C        | Ivan Tomičić         | Mantova   | prestito   |
| C        | Enrico Verachi       | Savona    | definitivo |
| A        | Daniele Abbracciante | Grosseto  | definitivo |
| A        | Giorgio Fumana       | Lumezzane | definitivo |
| A        | Saveriano Infantino  | Torres    | svincolato |

| Cessioni | Cessioni              | Cessioni             | Cessioni      |
| R.       | Nome                  | a                    | Modalità      |
| -------- | --------------------- | -------------------- | ------------- |
| D        | Andrea D'Amico        | L'Aquila             | fine prestito |
| D        | Michele De Agostini   | Prato                | svincolato    |
| D        | Alan Empereur         | Fiorentina           | fine prestito |
| D        | Filippo Florio        | Rimini               | prestito      |
| D        | Pasquale Rainone      | Casertana            | prestito      |
| C        | Mario Di Maio         | Torrecuso            | definitivo    |
| C        | Roberto Falagario     | Bogliasco D'Albertis | svincolato    |
| C        | Alberto Rosa Gastaldo | Fiorentina           | fine prestito |
| C        | Renan Wagner          |                      | svincolato    |
| A        | Sergio Cruz           | Lumezzane            | definitivo    |
| A        | Cristiano Ingretolli  | Pescara              | fine prestito |
| A        | Vincenzo Maione       |                      | svincolato    |

## Risultati

### Lega Pro

#### Girone di andata
| Arbitro: | Balice (Termoli) |

|  |           |              |
|  | Marcatori | 43’ Alfageme |

| Melfi 6 settembre 2014, ore 16:00 CEST 2ª giornata | Melfi            | 0 – 0 referto | Ischia Isolaverde | Stadio Arturo Valerio (900 spett.)\| Arbitro: \| Sassoli (Arezzo) \| |
| Arbitro:                                           | Sassoli (Arezzo) |               |                   |                                                                      |

| Ischia 13 settembre 2014, ore 14:30 CEST 3ª giornata | Ischia Isolaverde | 0 – 0 referto | Vigor Lamezia | Stadio Enzo Mazzella (1 151 spett.)\| Arbitro: \| Capilungo (Lecce) \| |
| Arbitro:                                             | Capilungo (Lecce) |               |               |                                                                        |

| Arbitro: | Colosimo (Torino) |

|                      |           |                           |
| Patti 40’ Caruso 51’ | Marcatori | 59’ (rig.), 90+2’ Ciotola |

| Arbitro: | Martinelli (Roma 1) |

|  |           |            |
|  | Marcatori | 39’ Nalini |

| Arbitro: | Tardino (Milano) |

|                    |           |                     |
| De Vena 78’ (rig.) | Marcatori | 63’, 88’ Ingretolli |

| Arbitro: | Morreale (Roma 1) |

|                 |           |             |
| Di Piazza 45+1’ | Marcatori | 53’ Ciotola |

| Arbitro: | Caso (Verona) |

|                |           |                                           |
| Ingretolli 85’ | Marcatori | 44’ Gigliotti 80’, 90+1’ (rig.) Cavallaro |

| Arbitro: | Fourneau (Roma 1) |

|                         |           |              |
| Russotto 16’ Kamara 34’ | Marcatori | 49’ Schetter |

| Arbitro: | Bichisecchi (Livorno) |

|  |           |                         |
|  | Marcatori | 3’ Armenise 44’ Herrera |

| Arbitro: | Massimi (Termoli) |

|                                         |           |                |
| Bianco 45’ Diakité 74’ Cissé 79’ (rig.) | Marcatori | 33’ Ingretolli |

| Arbitro: | Baroni (Firenze) |

|          |           |                          |
| Cruz 81’ | Marcatori | 57’ Ripa 65’ Cancellotti |

| Arbitro: | D'Apice (Arezzo) |

|             |           |  |
| Tajarol 84’ | Marcatori |  |

| Arbitro: | Giovani (Grosseto) |

|                          |           |  |
| Ciotola 47’ Fiandaca 54’ | Marcatori |  |

| Arbitro: | Giua (Pisa) |

|                                       |           |                 |
| Magli 21’ Calderini 60’ Tortolano 79’ | Marcatori | 8’ Renan Wagner |

| Arbitro: | Rossi (Rovigo) |

|                         |           |                              |
| Ciotola 23’, 70’ (rig.) | Marcatori | 39’ Altobello 67’ Bjelanović |

| Matera 14 dicembre 2014, ore 16:00 CET 17ª giornata | Matera                     | 0 – 0 referto | Ischia Isolaverde | Stadio XXI Settembre-Franco Salerno (3 000 spett.)\| Arbitro: \| Rasia (Bassano del Grappa) \| |
| Arbitro:                                            | Rasia (Bassano del Grappa) |               |                   |                                                                                                |

| Arbitro: | Paolini (Ascoli Piceno) |

|                                |           |               |
| Ciotola 36’ (rig.), 50’ (rig.) | Marcatori | 5’ Bogliacino |

| Arbitro: | Proietti (Terni) |

|                         |           |             |
| Fall 4’, 49’ Quadri 15’ | Marcatori | 75’ Shetter |

#### Girone di ritorno
| Arbitro: | Strippoli (Bari) |

|                          |           |  |
| Padella 39’ Alfageme 44’ | Marcatori |  |

| Arbitro: | Piccinini (Forlì) |

|  |           |             |
|  | Marcatori | 32’ Tortori |

| Lamezia Terme 23 gennaio 2015, ore 19:30 CET 22ª giornata | Vigor Lamezia    | 0 – 0 referto | Ischia Isolaverde | Stadio Guido D'Ippolito (1 012 spett.)\| Arbitro: \| Fiore (Barletta) \| |
| Arbitro:                                                  | Fiore (Barletta) |               |                   |                                                                          |

| Arbitro: | Pelagatti (Arezzo) |

|             |           |  |
| Millesi 58’ | Marcatori |  |

| Arbitro: | Piscopo (Imperia) |

|                      |           |                      |
| Nalini 25’ Calil 52’ | Marcatori | 74’ (rig.) Infantino |

| Arbitro: | Pagliardini (Arezzo) |

|                      |           |                               |
| Infantino 76’ (rig.) | Marcatori | 18’ (rig.) De Vena 87’ Amelio |

| Arbitro: | Cifelli (Campobasso) |

|                    |           |  |
| Infantino 59’, 82’ | Marcatori |  |

| Arbitro: | Amabile (Vicenza) |

|                                                                                      |           |  |
| Cavallaro 36’ (rig.) Iemmello 43’ Sarno 51’ Potenza 60’ Gerevini 64’ (aut.) Grea 77’ | Marcatori |  |

| Ischia 7 marzo 2015, ore 14:30 CET 28ª giornata | Ischia Isolaverde | 0 – 0 referto | Catanzaro | Stadio Enzo Mazzella (800 spett.)\| Arbitro: \| Panarese (Lecce) \| |
| Arbitro:                                        | Panarese (Lecce)  |               |           |                                                                     |

| Arbitro: | Colarossi (Roma 2) |

|                                                  |           |  |
| Bergamini 7’ Vinci 66’ Russini 82’ Girardi 90+3’ | Marcatori |  |

| Arbitro: | Ranaldi (Tivoli) |

|               |           |                  |
| Infantino 62’ | Marcatori | 59’ (rig.) Cissé |

| Arbitro: | Capone (Palermo) |

|             |           |               |
| Bombagi 43’ | Marcatori | 60’ Bulevardi |

| Arbitro: | Mastrodonato (Molfetta) |

|               |           |                  |
| Infantino 69’ | Marcatori | 90+1’ Pasqualoni |

| Arbitro: | Tardino (Milano) |

|  |           |               |
|  | Marcatori | 47’ Sirignano |

| Arbitro: | Perotti (Legnano) |

|                      |           |              |
| Infantino 61’ (rig.) | Marcatori | 18’ Arrigoni |

| Arbitro: | Rapuano (Rimini) |

|            |           |               |
| Corona 71’ | Marcatori | 21’ Infantino |

| Arbitro: | Amoroso (Paola) |

|                      |           |                        |
| Infantino 81’ (rig.) | Marcatori | 71’ Madonia 90+1’ Diop |

| Arbitro: | Luciano (Lamezia Terme) |

|                       |           |  |
| Doumbia 18’, 20’, 56’ | Marcatori |  |

| Arbitro: | Piscopo (Imperia) |

|                                 |           |  |
| Infantino 28’, 57’ Schetter 36’ | Marcatori |  |

#### Play-out
| Arbitro: | Giovani (Grosseto) |

|                                             |           |                    |
| Sirignano 7’, 39’ Millesi 29’ Chiavazzo 89’ | Marcatori | 84’ (aut.) Finizio |

| Arbitro: | Piccinini (Forlì) |

|                                                    |           |            |
| De Vena 45+3’ Mosciaro 77’ (rig.) Mangiacasale 80’ | Marcatori | 56’ Alvino |

### Coppa Italia Lega Pro

#### Fase a gironi
| Squadra           | P.ti | G | V | N | P | GF | GS | DR |
| ----------------- | ---- | - | - | - | - | -- | -- | -- |
| Ischia Isolaverde | 4    | 2 | 1 | 1 | 0 | 3  | 2  | +1 |
| Melfi             | 3    | 2 | 1 | 0 | 1 | 2  | 2  | 0  |
| Foggia            | 1    | 2 | 0 | 1 | 1 | 1  | 2  | -1 |

| Arbitro: | Colarossi (Roma 2) |

|          |           |              |
| Cruz 81’ | Marcatori | 67’ Leonetti |

| Arbitro: | Dionisi (L'Aquila) |

|             |           |                                    |
| Agnello 72’ | Marcatori | 22’ Ingretolli 61’ Bacio Terracino |

#### Sedicesimi di finale
| Arbitro: | Mastrodonato (Molfetta) |

|                               |           |                      |
| Caserta 27’ Nicastro 38’, 90’ | Marcatori | 11’ Conte 15’ Maione |

## Statistiche

### Statistiche di squadra
| Competizione          | Punti  | In casa | In casa | In casa | In casa | In casa | In casa | In trasferta | In trasferta | In trasferta | In trasferta | In trasferta | In trasferta | Totale | Totale | Totale | Totale | Totale | Totale | D.R |
| Competizione          | Punti  | G       | V       | N       | P       | Gf      | Gs      | G            | V            | N            | P            | Gf           | Gs           | G      | V      | N      | P      | Gf     | Gs     | D.R |
| --------------------- | ------ | ------- | ------- | ------- | ------- | ------- | ------- | ------------ | ------------ | ------------ | ------------ | ------------ | ------------ | ------ | ------ | ------ | ------ | ------ | ------ | --- |
| Lega Pro              | 34(-1) | 19      | 5       | 6       | 8       | 19      | 20      | 19           | 2            | 7            | 10           | 13           | 35           | 38     | 7      | 13     | 18     | 32     | 55     | -23 |
| Coppa Italia Lega Pro | 4      | 2       | 0       | 1       | 0       | 1       | 1       | 1            | 1            | 0            | 0            | 2            | 1            | 2      | 1      | 1      | 0      | 3      | 2      | +1  |
| Totale                | 37     | 21      | 5       | 7       | 8       | 20      | 21      | 20           | 3            | 7            | 10           | 15           | 36           | 40     | 8      | 14     | 8      | 35     | 57     | -22 |